# 2005 YL292
2005 YL292, também escrito como 2005 YL292, é um objeto transnetuniano que está localizado no Cinturão de Kuiper, uma região do Sistema Solar. Este corpo celeste é classificado como um cubewano. Ele possui uma magnitude absoluta de 8,5 e tem um diâmetro estimado com 88 km.

## Descoberta
2005 YL292 foi descoberto no dia 24 de dezembro de 2005 pelos astrônomos P. A. Wiegert e A. Papadimos.

## Órbita
A órbita de 2005 YL292 tem uma excentricidade de 0,150 e possui um semieixo maior de 44,697 UA. O seu periélio leva o mesmo a uma distância de 38,002 UA em relação ao Sol e seu afélio a 51,391 UA.